# Le Dernier des bisons
Le Dernier des bisons – ou en anglais The Last of the Buffalo – est un tableau du peintre germano-américain Albert Bierstadt réalisé en 1888. Cette huile sur toile représente une chasse au bison par des Nord-Amérindiens à cheval, devant une vaste plaine que dominent, dans le lointain, des pics enneigés. L'œuvre est conservée à la National Gallery of Art, à Washington.
Le tableau est un rappel de la disparition progressive des buffalos des plaines de Yellowstone. Il fut exposé à Paris pour l'exposition universelle de 1889.